# 레이먼드 애블랙
레이먼드 애블랙(영어: Raymond Ablack, 1989년 11월 12일 ~ )은 캐나다의 배우이자 희극인이다.

## 출연 작품
- 사채왕 페그 (2019)
- 폰디 '91 (2013)
- 조용한 희망(2021)
- 지니앤조지아(2021)